# Arothron
Arothron – rodzaj morskich ryb rozdymkokształtnych z rodziny rozdymkowatych (Tetraodontidae).

## Klasyfikacja
Gatunki zaliczane do tego rodzaju:
- Arothron caeruleopunctatus
- Arothron carduus
- Arothron diadematus
- Arothron firmamentum
- Arothron hispidus
- Arothron immaculatus
- Arothron inconditus
- Arothron manilensis
- Arothron mappa – arotron żółtoszary[3]
- Arothron meleagris – arotron nakrapiany[3]
- Arothron nigropunctatus – arotron czarnoplamy[3]
- Arothron reticularis
- Arothron stellatus – arotron[4], arotron rdzawy[4], arotron wielki[5]

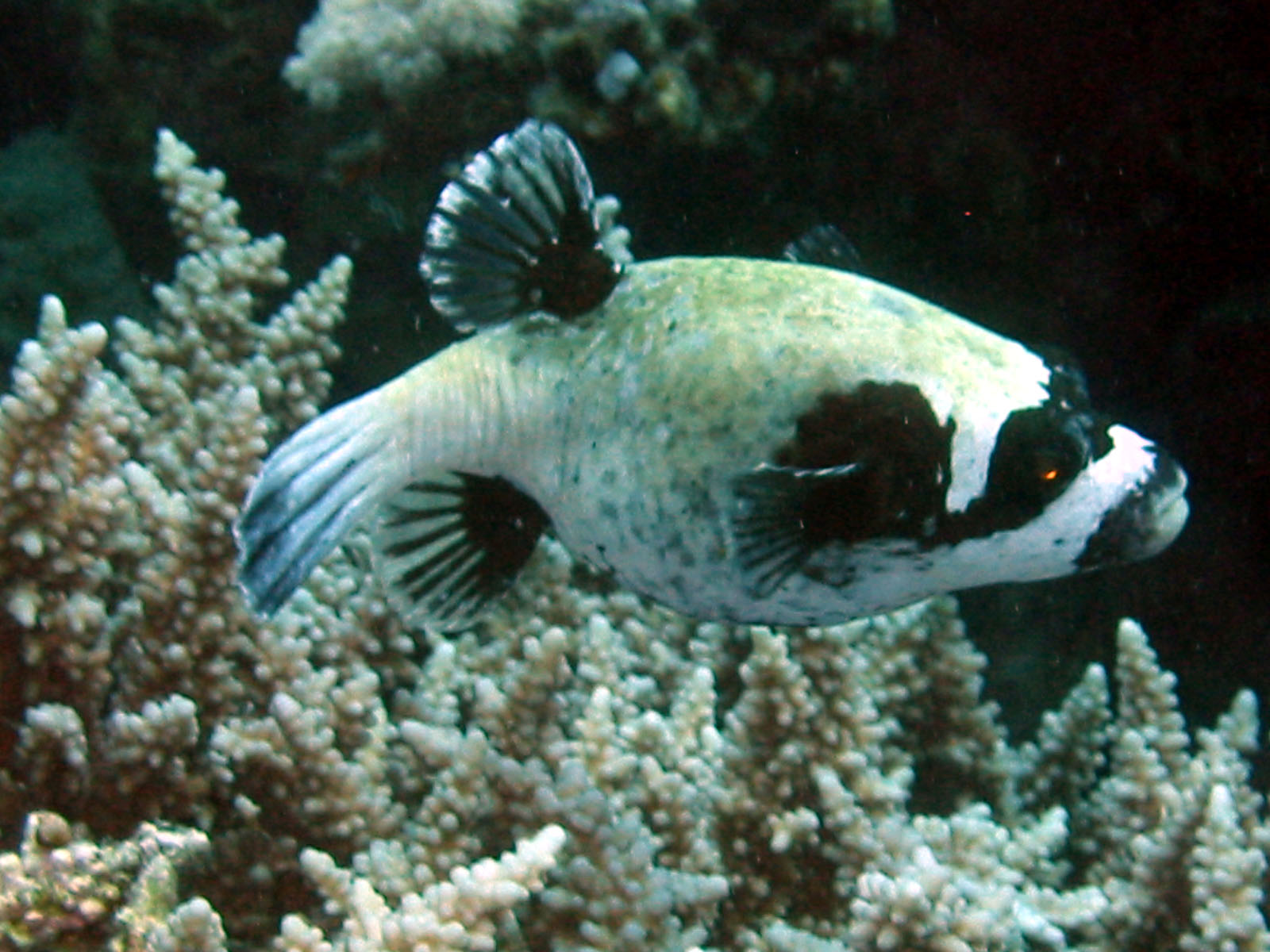
Arothron diadematus
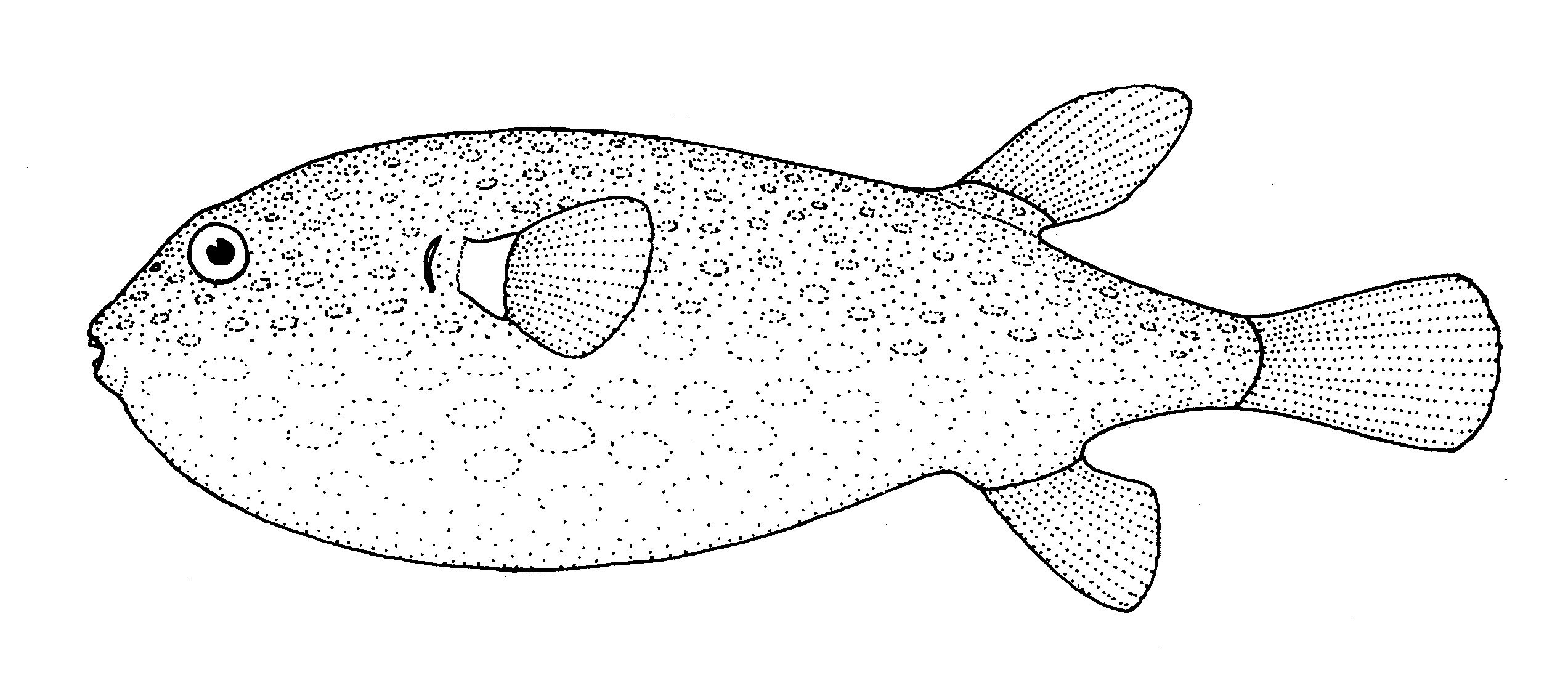
Arothron firmamentum
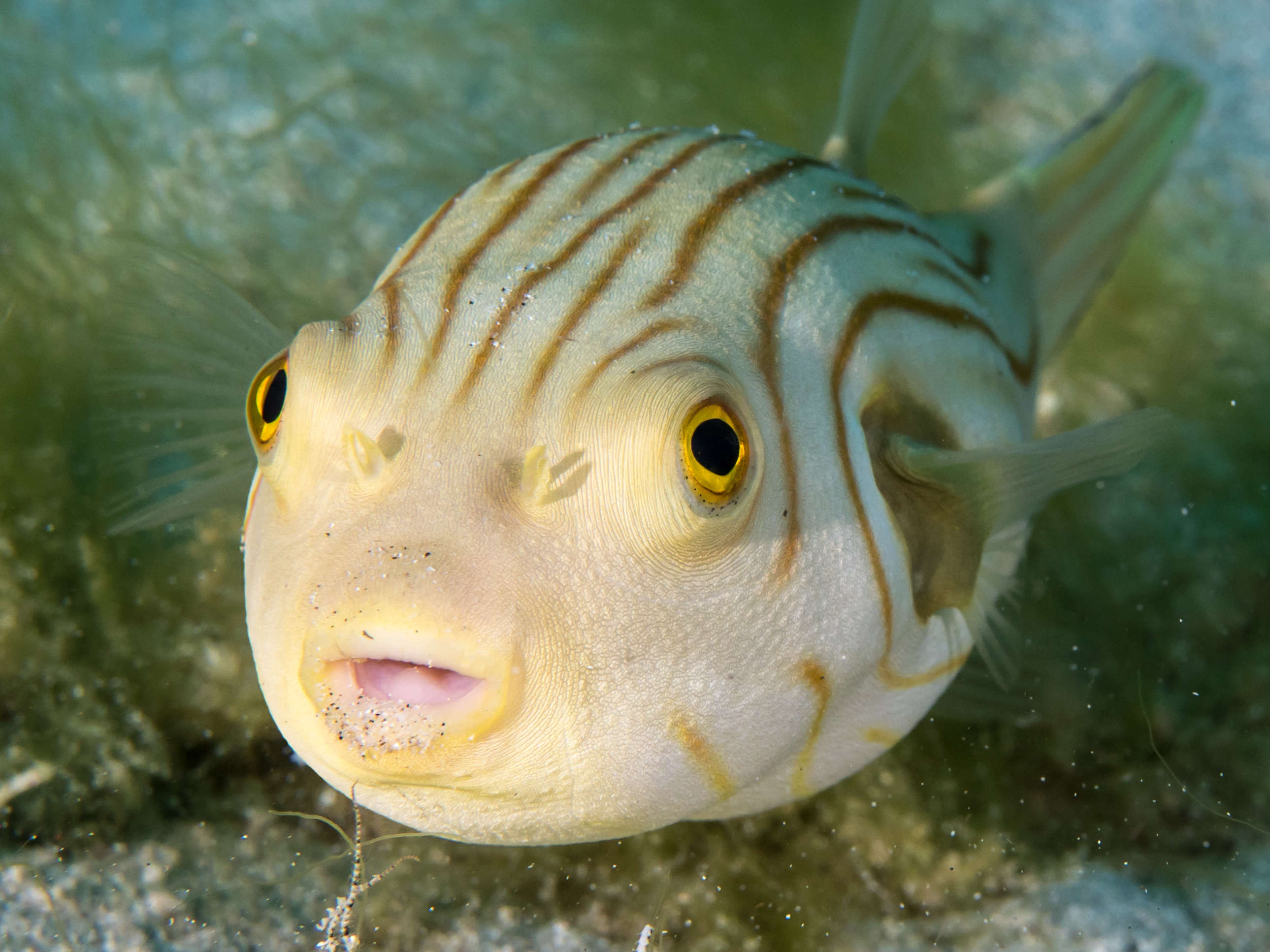
Arothron manilensis
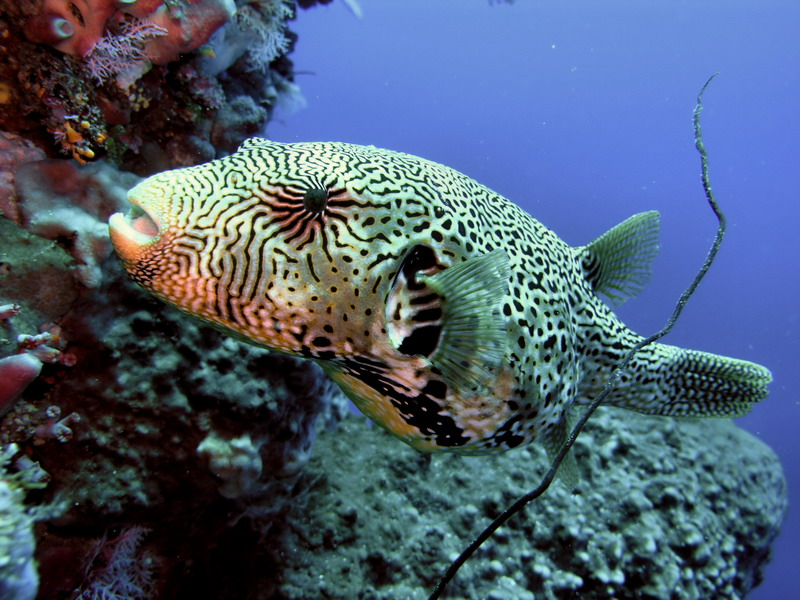
Arothron mappa
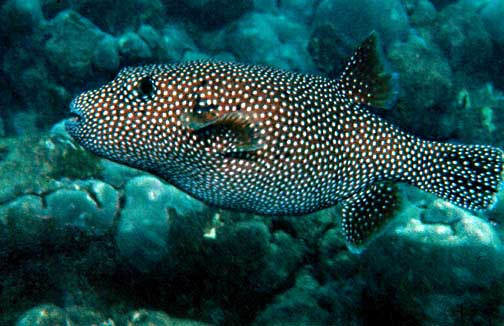
Arothron meleagris
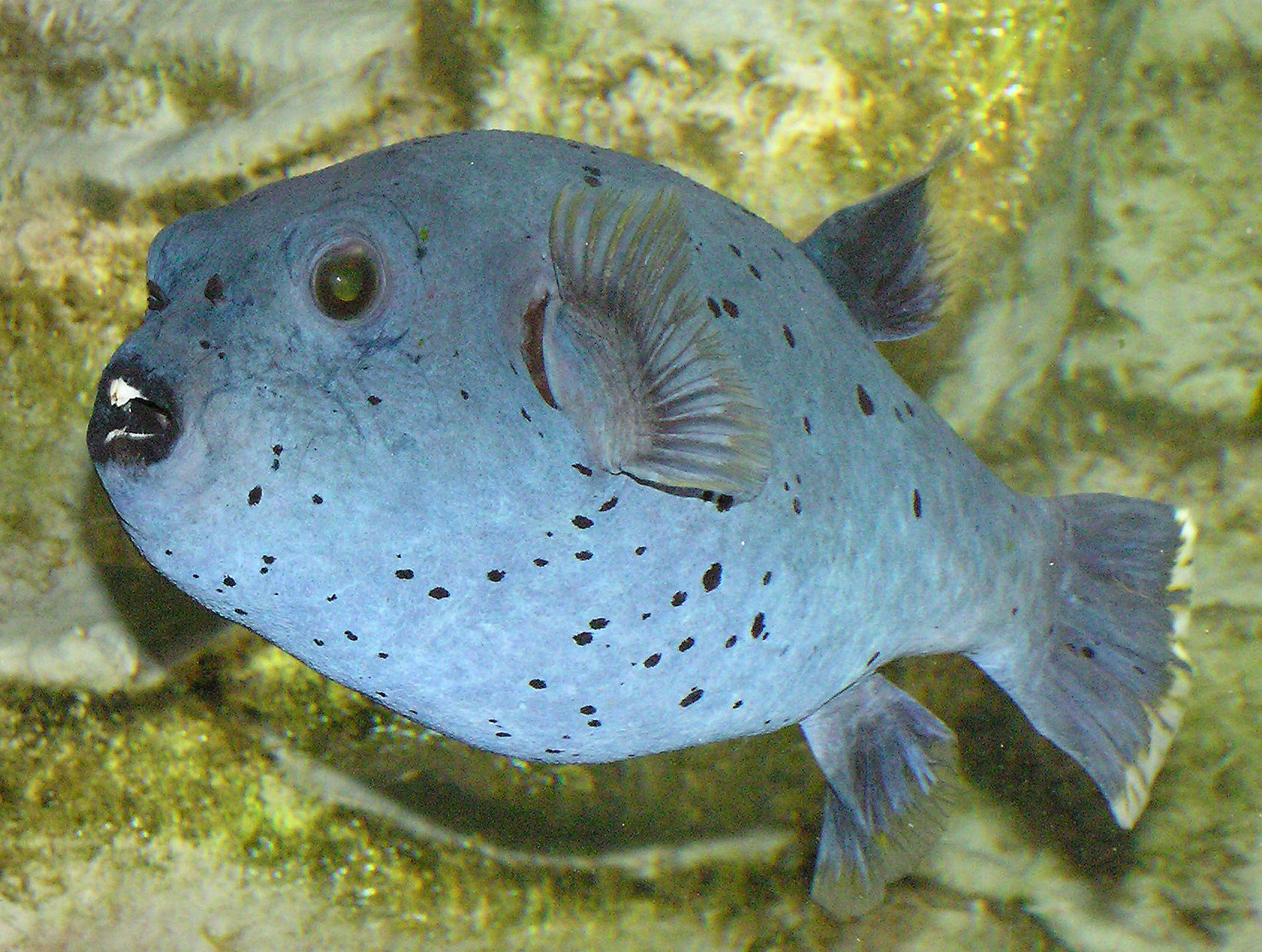
Arothron nigropunctatus
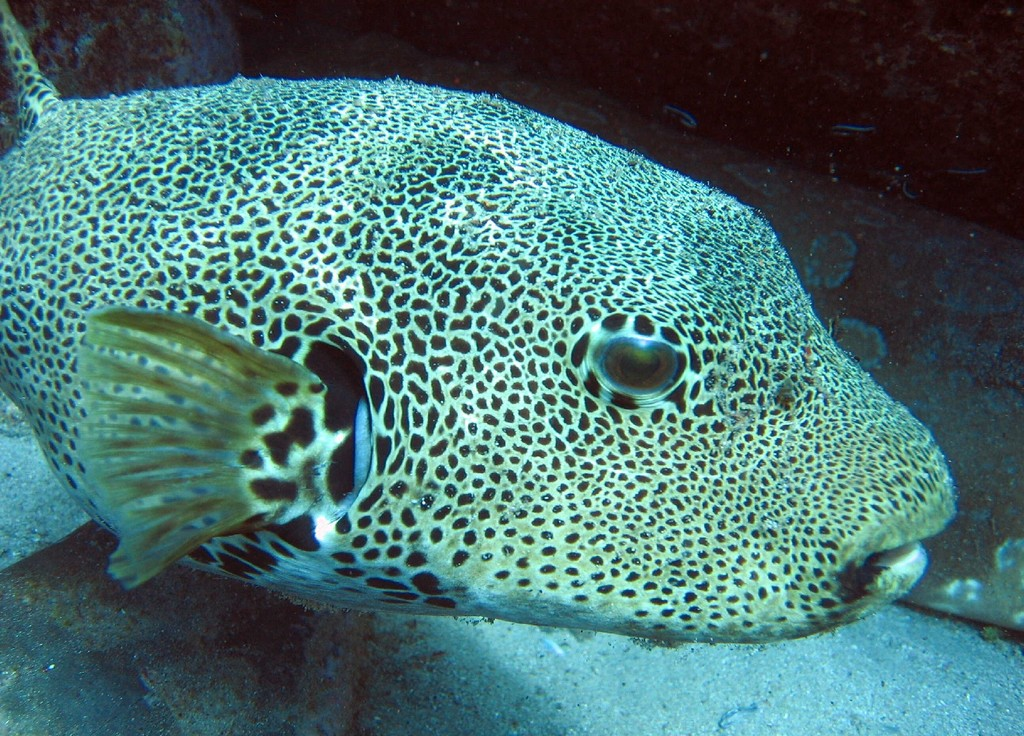
Arothron stellatus